# Хоршъм
Хоршъм (на английски: Horsham) е град в Южна Англия, Западен Съсекс. Населението му е около 50 000 души. Градът се споменава се за пръв път през 947 г. и през по-голямата част от историята си е преди всичко търговско средище на земеделския район около него.

## Личности
Близо до Хоршъм е роден поетът Пърси Шели (1792-1822).